# Håsta hage
Håsta hage är en småort i Odensala socken i Sigtuna kommun i Stockholms län, belägen norr om Märsta. Håsta hage ligger väster om E4:an och söder om Arlandabanan:s norra sträckning.